# Савона, Паоло
Паоло Савона (итал. Paolo Savona; 6 октября 1936, Кальяри) — итальянский экономист и политик, министр промышленности, торговли и ремёсел (1993—1994), министр без портфеля по европейским делам (с 2018).

## Биография
Родился 6 октября 1936 года в Кальяри, окончил с отличием Массачусетский технологический институт, где изучал экономику. Входил в руководство Конфиндустии, принимал активное участие в создании Свободного международного университета общественных наук (LUISS). Наиболее известен как решительный противник евроинтеграции — выступал против подписания Маастрихтского договора и вступления Италии в зону евро.
Получив в 1961 году высшее экономическое образования, с 1963 по 1976 год работал в исследовательской службе Банка Италии, где сделал карьеру до должности одного из директоров. Являлся исполнительным вице-президентом итальянского отделения аналитического центра Aspen Institute.
С 1980 по 1989 год являлся президентом Credito Industriale Sardo, с 1989 по 1990 — генеральным директором и позднее CEO Banca Nazionale del Lavoro, с 1990 по 1999 — президентом Межбанковского фонда гарантирования вкладов. Был сторонником Итальянской республиканской партии.
С 28 апреля 1993 по 19 апреля 1994 года занимал должность министра промышленности и торговли Италии в правительстве Чампи.
В период действия третьего правительства Берлускони возглавлял Департамент европейской политики президиума Совета министров и являлся координатором Технического комитета по Лиссабонской стратегии.
27 мая 2018 года невольно послужил причиной политического кризиса, когда Джузеппе Конте представил президенту Италии Серджо Маттарелла список предполагаемых министров коалиционного правительства Движения пяти звёзд и Лиги Севера, но глава государства категорически не согласился с назначением на должность министра экономики евроскептика Паоло Савона, и кабинет не состоялся.
31 мая 2018 года Ди Майо и Сальвини согласовали компромиссный вариант коалиционного правительства, в котором Савона получил должность министра без портфеля по европейским делам, и 1 июня Савона вместе с другими министрами правительства Конте вступил в должность.
20 июля 2018 года стало известно, что Савона находится под следствием в Кампобассо по подозрению в финансовых злоупотреблениях банка Unicredit в период 2005—2013 годов (кроме него, по делу проходят ещё 22 человека).
3 августа 2018 года суд Трани, установив безосновательность заявления о преступлении, отправил в архив дело о банковских злоупотреблениях, по которому, кроме Савона, проходил ещё 61 человек. Однако, прокуратура Кампобассо своё расследование продолжила.
8 марта 2019 года ушёл в отставку, временно исполняющим обязанности министра по европейским делам стал премьер-министр Конте.
20 марта 2019 года возглавил Национальную комиссию акционерных обществ и биржи (CONSOB).
В 2022 был внесён кандидатом в списки голосования за президента Итальянской республики.